# Mistrzostwa Świata w Kolarstwie Torowym 1930
33. Mistrzostwa Świata w Kolarstwie Torowym 1930 odbyły się w Brukseli. Rozegrano trzy konkurencje: sprint amatorów i zawodowców oraz wyścig ze startu zatrzymanego zawodowców.

## Medaliści

### Mężczyźni
| Konkurencja                              | Złoto          | Srebro           | Brąz             |
| ---------------------------------------- | -------------- | ---------------- | ---------------- |
| Sprint indywidualny amatorów             | Louis Gérardin | Syd Cozens       | Bruno Pellizzari |
| Sprint indywidualny zawodowców           | Lucien Michard | Piet Moeskops    | Orlando Piani    |
| Wyścig ze startu zatrzymanego zawodowców | Erich Möller   | Georges Paillard | Robert Grassin   |

## Klasyfikacja medalowa
| Miejsce | Państwo          |   |   |   | Razem |
| ------- | ---------------- | - | - | - | ----- |
| 1.      | Francja          | 2 | 1 | 1 | 4     |
| 2.      | Rzesza Niemiecka | 1 | 0 | 0 | 1     |
| 3.      | Holandia         | 0 | 1 | 0 | 1     |
|         | Wielka Brytania  | 0 | 1 | 0 | 1     |
| 5.      | Włochy           | 0 | 0 | 2 | 2     |